# Luís Fernando Silva Pinto
Luís Fernando Silva Pinto (Rio de Janeiro, 30 de dezembro de 1955) é um jornalista brasileiro.

## Biografia
Luís Fernando Silva Pinto nasceu na cidade do Rio de Janeiro em 1955. Formou-se em jornalismo, na Faculdade de Comunicação Social Cásper Líbero, em São Paulo e fez pós-graduação na Espanha.
Começou a trabalhar como jornalista aos 15 anos no Jornal da Tarde. Foi correspondente da Rede Globo em Londres entre 1980 e 1986, quando cobriu vários acontecimentos como o assassinato do presidente egípcio Anwar Al Sadat, em 1981, o atentado ao papa João Paulo II e o casamento do Príncipe Charles e Lady Di, em 1981, a Guerra das Malvinas, a campanha de Israel contra o Líbano, a fome na Etiópia, a guerrilha separatista na Irlanda do Norte e o início da Guerra Irã-Iraque. Foi também colaborador do Fantástico e produziu programas semanais para o canal GNT.
Foi correspondente internacional da Rede Globo e da GloboNews em Washington onde cobriu diversos fatos importantes, como os ataques de 11 de setembro de 2001, a reeleição de George W. Bush (2004), o furacão Katrina e as políticas interna e externa dos Estados Unidos.
Silva Pinto ficou na Rede Globo até dezembro de 2020, quando foi desligado.